# 倫貴利
倫貴利（？—1800年），原名王貴利，廣東省潮州府澄海縣（今汕頭市澄海區）人，清朝中葉活躍於華南沿海的海盜。

## 生平
1794年，受到陳添保的招誘，倫貴利宣誓效忠於西山朝。因戰功，受封為善艚隊大統兵、進祿侯。
嘉慶五年（1800年）六月，倫貴利奉命以巡海為由，率後支二十八艘船前往福建、浙江沿海一帶招誘海盜。倫貴利糾集了六七千人、船百餘艘襲擊浙江台州沿海。浙江巡撫阮元率定海、黃岩、溫州三鎮水師會師於海門。因當時遭遇大風雨，海盜船多傾覆。倫貴利率殘兵登陸逃跑，遭遇定海鎮總兵李長庚率軍突襲，大破之，擒獲倫貴利。清軍在倫貴利的船上發現了西山朝的敕書和官印，終於發現西山朝藏匿華南海盜的事實。阮元將倫貴利淩遲處死，將供詞上陳朝廷。清廷將敕書及官印擲還西山朝。阮光纘被迫派出丁公雪清剿部份海盜，以應對清朝外交上的危機。
倫貴利船上的英國製正威炮被清軍繳獲，後被安置在定海繼續服役。第一次鴉片戰爭期間，該炮被英軍繳獲。